# 櫻井佑音
櫻井 佑音（さくらい ゆうね、2008年5月9日 - ）は日本のジュニアモデル、ジュニアアイドル、女優（子役）、歌手。

## 経歴
2016年頃より活動開始。2017年、東京キッズコレクションで準グランプリとカッパーナ賞を受賞。
2018年11月に1stシングル「濃厚Sweet」でCDデビュー。
2021年9月、映画『にじいろトリップ〜少女は虹を渡る〜』で初主演。

## 人物
趣味は歌、ダンス、読書。
特技はチアダンス。

## 出演

### 映画
- 猫カフェ（2018年12月1日） - 美玖 役[3]
- KAPPAN〜ありがとう・ごめんなさい（2019年8月） - 志村このみ 役
- にじいろトリップ〜少女は虹を渡る〜（2021年9月25日） - 主演・晴花 役[4]

### 舞台
- 美少女戦士セーラームーン〜かぐや姫の恋人〜（2021年9月3日 - 9月12日、天王洲 銀河劇場） - ルナ（猫） 役[5]
  - 美少女戦士セーラームーン 30周年記念 Musical Festival -Chronicle-（2022年11月17日 - 20日、品川プリンスホテル ステラボール）[6]
- 『HUNTER×HUNTER』THE STAGE2（2024年3月16日 - 31日、天王洲 銀河劇場 / 4月6日 - 14日、梅田芸術劇場 シアター・ドラマシティ） - ネオン 役[7]
- 舞台『呪術廻戦 0』WITH LIVE BAND（2024年12月13日 - 29日、天王洲 銀河劇場 / 2025年1月18日 - 19日〈予定〉、SkyシアターMBS） - 祈本里香 役[8]
- 舞台『五等分の花嫁』（2025年3月8日 - 23日、品川プリンスホテル ステラボール） - 上杉らいは 役[9]

### イベント
- 千葉テレビ スマイルFestival（2017年7月）
- SKIPシティー国際Dシネマ映画祭（2017年）
- 女子プロレス団体 アイスリボン横浜大会（2017年）
- シルバニアファミリーショー ホテルディナーショー（2017年）
- サンリオピューロランド 花ごよみモデル（2018年） - マイメロディー役
- MNL48 Living The Dream The Concert（2019年） - オープニングアクト
- 漫画フェス@台湾（2019年）
- 速水映人 単独公演（2019年）ゲスト出演
- テレビ東京 主催「ほぼほぼ無観客フェス」（2020年）カラオケ☆バトル枠
- テレビ東京 主催「カラオケ☆バトル コンサート2022」（2022年）

### テレビ
- THEカラオケ★バトルU12 夏の歌うま頂上決戦（2020年9月6日、テレビ東京）[10]
- カラオケ★バトル 古坂大魔王企画（2021年、テレビ東京）[11]

### その他
- 秘密のここたま DVD（2016年、テレビ埼玉）
- 図書流通センター 図書館教材 「How to ストリートダンス中級編」「女優編」（2018年）
- 携帯アプリ「束縛彼女」橘 美玲（小学生期）アンバサダー就任（2019年）[12]

## 受賞歴
- 2017東京キッズコレクション 準グランプリ&カッパーナ賞
- 2017メゾピアノキッズ時計 グランプリ
- 2020キモノガール主催 くまガールグランプリ&トランプガール準グランプリ

## 音楽
- 2018年11月 1stシングル 「濃厚Sweet」
- 2019年1月23日 2ndシングル 「Sweet × Sweet My Candy / Making Smile」（「束縛彼女プロジェクト」タイアップ曲、映画「多動力 THE MOVIE」挿入歌）
- 2019年9月11日 「Freedom」（4人組で束縛彼女として）
- 2021年3月26日 1stミニアルバム『My Precious』[13]